# Avenida Libertador (El Tigre)
La Avenida Winston Churchill o La Avenida Libertador, es una avenida de la Ciudad de El Tigre en el Estado Anzoátegui en Venezuela.

## Historia
La Avenida lleva el nombre del militar inglés Winston Churchill, militar que habló del laudo arbitral del Esequibo de 1899, La Avenida fue construida el 26 de abril de 1987, después el 23 de febrero de 2022 La Avenida fue renombrada Avenida Libertador por Ernesto Paraqueima.

## Recorrido
La Avenida empieza en la Calle La Bomba entre los sectores San Francisco de Asís y 12 de Marzo con el nombre de Avenida Libertador Norte, La Avenida continua en una dirección lineal hacia el Sur de la ciudad, haciendo que la Avenida se encuentre con La Avenida Peñalver en el terreno del Hospital de la Ciudad, después La Avenida pasa por El Hospital y en su camino se encuentra con La Avenida Francisco de Miranda, después de la Avenida Francisco de Miranda, La Avenida pasa a llamarse Avenida Libertador Sur, esto debido al cambió de parroquia de la Edmundo Barrios y Miguel Otero Silva, después cuando La Avenida al Parque El Mopito la Avenida se queda sin la Isla del Medio si no es hasta que en la Carrera 14 Sur, La Avenida vuelve con la Isla del Medio hasta que La Avenida culmine en la Avenida Jesús Subero y que después empiece la Avenida Manuela Sáenz.

## Cultura
En la Avenida siempre cuando llega Las celebraciones de Navidad y Año Nuevo, Los Carnavales o Semana Santa siempre hay desfiles o celebraciones de Semana Santa en la Avenida, por eso La Avenida se queda sin medio durante su recorrido en la Parroquia Miguel Otero Silva, para que las celebraciones se celebren con comodidad.